# Callispa impressa
Callispa impressa es un insecto coleóptero de la familia Chrysomelidae.
Fue descrita científicamente por primera vez en 1942 por Uhmann.